# متحف الفن الحديث في يريفان
متحف الفن الحديث في يريفان (الأرمينية: Երևանի Ժամանակակից Արվեստի Թանգարան) هو متحف للفنون في يريفان، أرمينيا. يقع في حي ماشدوتس في منطقة كينترون المركزية للعاصمة.
تأسس المتحف في عام 1972 بفضل جهود الرسام هنريك إيجيتيان، الذي كان مديرا للمتحف لمدة 37 عامًا ومؤيدًا لعمدة يريفان جريجور هاسترايان آنذاك.